# Câmpulung
Câmpulung, Cîmpulung (izg. [kɨmpuˈluŋɡ])  ali Câmpulung Muscel je mesto v okrožju Argeș, Muntenija, Romunija. 
Nahaja se med obrobnimi griči južnih Karpatov na čelu gozdnate doline reke Râul Târgului, pritoka reke Argeș. Mesto je zaradi čistega zraka in slikovite okolice priljubljeno poletno turistično središče.  V mestu sta samostan in stolnica, katera naj bi v 13. stoletju ustanovil legendarni prvi vlaški knez Radu Negru, in več kot dvanajst cerkva. 

## Ime
Câmpulung v romunščini pomeni Dolgo polje.

## Zgodovina
V okolici Câmpulunga so ostanki rimskega tabora, ki se zdaj imenuje Jidava ali Jidova. Ob njem so ostanki rimske kolonije, ki se istoveti z Romulo, Stepenijem in Ulpio Traiano in se zdaj imenuje  Jidovi ali  Grădiștea, kar v romunščini pomeni gradišče ali utrdba.
Câmpulung je bil eno od najstarejših urbanih naselij v  Vlaški. K njegovemu razvoju so veliko pripomogli transilvanski saški kolonisti, ki so s seboj prinesli nemško urbano kulturo. Najstarejši pisni dokaz o obstoju mesta  je iz leta 1300. Odkrili so ga v mestni cerkvi. Napis je epitaf  Lavrencija de Longo Campo in se glasi: Hic sepultus est comes Laurencius de Longo-Campo, pie memorie, Anno Domini MCCC  (Tukaj je pokopan Lavrencij de Longo-Campo, v pobožen spomin, anno Domini 1300). Lavrencij je bil zelo verjetno oseba, ki je koordinirala proces kolonizacije.
Podolgovato obliko mesta pogojuje ozka rečna dolina. Mesto ime dve vzporedni glavni ulici in glavni trg pri knežji cerkvi sv. Nikolaja. Pri cerkvi sv. Elija  zahodno od mesta je letni sejem.   Nenemški del mesta se je zgradil na robovih srednjeveškega mesta. V njem sta dve pravoslavni cerkvi iz 14.-15. stoletja.
Meščani romunske nacionalnosti sprva niso imeli enakih pravic kot nemški kolonisti. Do 15. stoletja sta se obe skupnosti že zlili v eno, kar kažejo pravoslavne cerkve, zgrajene v katoliških četrtih, in nekaj romunskih voljenih  sodnikov (județe). Tretja skupnost v mestu so bilo bogomilski Bolgari, ki so se naselili v bližnji  Șchei. Șchei je staroromunska beseda, ki pomeni slovanska ljudstva. Jugozahodno od mesta je hrib  Câmpul mișeilor  (Polje pohabljencev). Na njem je bilo naselje gobavcev, ki je imelo svojo cerkev in mlin. 
Câmpulung je bil prva prestolnica fevdalne države Vlaške. Prestolnica se je v 14. stoletju preselila v Curtea de Argeș.  
Mesto je preko prelaza Bran 25 km severno povezano s Transilvanijo, na jug pa s cesto in železnico s Ploieștijem.

## Vir
- Laurențiu Rădvan (2010). At Europe's Borders: Medieval Towns in the Romanian Principalities. Brill. ISBN 9789004180109.